# Người Tagalog
Người Tagalog là nhóm dân tộc chính ở Philippines. Họ là sắc tộc đa số tại Manila, Marinduque và miền nam Luzon, và sắc tộc đông đảo ở miền trung Luzon và đảo Mindoro, Palawan, và Romblon.

## Từ nguyên
Tên Tagalog xuất phát từ một trong hai từ, trong đó tiền tố tagá có nghĩa là "đến từ" hoặc "bản địa của".
- tagá-ilog có nghĩa là "người dân sống dọc sông",
- tagá-alog có nghĩa là "người dân sống dọc khúc sông cạn".

Năm 1821, Edmund Roberts đưa ra tên gọi Tagalor trong hồi ký về chuyến đi của ông tới Philippines .